# Législature du Commonwealth des îles Mariannes du Nord
La Législature du Commonwealth des îles Mariannes du Nord (en anglais : Northern Mariana Islands Commonwealth Legislature) est le parlement bicaméral des Îles Mariannes du Nord, un territoire non incorporé et organisé des États-Unis.
Il est composé d'une chambre basse de 20 membres, la Chambre des représentants, et d'une chambre haute de 9 membres, le Sénat.
Le mandat pour ces deux assemblées est de 4 ans sans limite de reconduction. Les deux chambres ont leurs sièges à Saipan.